# Von Köhler
von Köhler är en svensk adlig ätt varav en gren har friherrlig rang.
Ätten kommer ursprungligen från Tyskland där den var patricier och varifrån en gren utvandrade till Livland, som där återigen adlades år 1569 av kejsar Maximilian II. Som stamfader för ätten anges Hans Köhler till Smerle som 1631 var ryttmästare i svensk tjänst, och som fick konfirmation på sitt gods av Gustav II Adolf. Hans son Claës Köhler var major och kommendant i Riga, och fick med sin hustru Maria från ätten Nassokin två söner, Georg Johan och Fredrik von Köhler.
Idag finns det familjer som tillhör ätten von Köhler i Sverige och i Finland.

## Adliga ätten nr 2085
Georg Johan von Köhler, gift med en adelsdam Stålhandske, var farfar till majoren Anders Erik von Köhler, som via sin farmor härstammade från Boije af Gennäs och Bureätten. Han naturaliserades som svensk adelsman år 1772 och introducerades på Riddarhuset med nummer 2085. Han var gift två gånger, och ätten fortlevde på svärdssidan med söner ur andra äktenskapet, med Sophia Juliana Ramsay. Den adliga ätten är fortlevande.

## Friherrliga ätten nr 167
Fredrik von Köhler var generallöjtnant och uppförde ett eget regemente, Upplands tremänningregemente till häst. År 1719 upphöjdes han till friherre och introducerades året därefter på nummer 167. Hans hustru var Anna Maria Gyllenberg. Ätten kom därefter att delas i flera grenar, av vilka endast huvudmannagrenen fortlever. Den utgår från generallöjtnanten Georg Reinhold von Köhler som slogs med Karl XII i Turkiet, och dennes hustru grevinnan Maria Christina Cronhielm af Flosta, vars mor var grevinna Wallenstedt och som var Bureättling. Deras sonsons son, Arvid Knut von Köhler, gift Skånberg, var lantbrukare och är stamfader för den ännu levande ätten.

## Medlemmar av ätten
- Axel Johan von Köhler (1746–1831), domare i Högsta domstolen
- Fredrik von Köhler, flera personer
  - Fredrik von Köhler (död 1723), generallöjtnant
  - Fredrik von Köhler (1728–1810), generalmajor
- Georg Ludvig von Köhler (1738–1820), överste
- Georg Reinhold von Köhler (1687–1758), generallöjtnant
- Johan Didrik von Köhler (1693–1758), överste
- Salomon von Köhler (1742–1814), överstelöjtnant